# Maciej Kawecki
Maciej Piotr Kawecki (ur. 18 lutego 1987 w Radomiu) – polski prawnik, doktor nauk prawnych, nauczyciel akademicki, dziennikarz technologiczny i popularyzator nauki. Prezes Instytutu Lema, dyrektor Centrum Innowacji Uniwersytetu WSB Merito w Warszawie. W 2024 roku laureat Grand Video Awards magazynu Press oraz nominowany do Grand Press.
W 2016 został powołany przez minister cyfryzacji Annę Streżyńską na stanowisko doradcy w jej gabinecie politycznym, w latach 2017–2019 koordynator krajowej reformy ochrony danych osobowych, a w latach 2018–2019 dyrektor departamentu zarządzania danymi w Ministerstwie Cyfryzacji. W kadencji 2019–2021 dziekan Wydziału Innowacji i Przedsiębiorczości Wyższej Szkoły Bankowej w Warszawie, a od 2021 do 2023 roku prorektor ds. innowacji tej uczelni.

## Życiorys
Absolwent Wydziału Prawa i Administracji Uniwersytetu Jagiellońskiego w Krakowie, na którym w 2016 uzyskał stopień doktora na podstawie rozprawy pt. Współpraca administracyjna w sposobach ochrony danych osobowych w prawie Unii Europejskiej. Studiował również na Uniwersytecie w Sztokholmie oraz Uniwersytecie J.W. Goethego we Frankfurcie nad Menem. Ukończył z wyróżnieniem Europejską Akademię Dyplomacji.
W latach 2015–2016 zatrudniony na stanowisku głównego specjalisty w Biurze Generalnego Inspektora Ochrony Danych Osobowych. W latach 2016–2017 doradca w gabinecie politycznym ówczesnej Minister Cyfryzacji Anny Streżyńskiej, od 2017 zastępca dyrektora, a następnie dyrektor departamentu zarządzania danymi w tym samym resorcie. W 2016 uzyskał wpis na listę adwokacką w Okręgowej Radzie Adwokackiej w Warszawie. W 2017 laureat nagrody specjalnej za wkład w reformę ochrony danych osobowych w konkursie Prawników Liderów Jutra „Dziennika Gazety Prawnej” i Wydawnictwa Wolters Kluwer. W 2018 zajął 23. miejsce w rankingu 50 najbardziej wpływowych prawników w Polsce „Dziennika Gazety Prawnej”, w 2019 awansował w tym samym rankingu na 15. pozycję, zostając uznanym za „twarz RODO w Polsce”.
W 2017 Anna Streżyńska powierzyła mu zadanie koordynowania krajowej reformy ochrony danych osobowych w Ministerstwie Cyfryzacji w związku z planowanym rozpoczęciem obowiązywania RODO. Był współodpowiedzialny za wdrożenie do polskiego porządku prawnego nowego systemu ochrony danych osobowych. Był przewodniczącym Grupy Roboczej ds. Ochrony Danych Osobowych działającej w Ministerstwie Cyfryzacji oraz Rady ds. Współpracy z Kościołami i Związkami Wyznaniowymi w sprawach przetwarzania przez nie danych.
Był także adiunktem na Politechnice Warszawskiej i jest autorem publikacji z zakresu bezpieczeństwa danych osobowych oraz współautorem komentarza do RODO z 2017. 1 sierpnia 2019 objął funkcję dziekana Wyższej Szkoły Bankowej w Warszawie, rezygnując ze stanowiska dyrektora departamentu w Ministerstwie Cyfryzacji. Od 1 września 2021 pełni funkcję prorektora ds. innowacji Wyższej Szkoły Bankowej w Warszawie. Jest również prowadzącym środowy cykl technologiczny w programie Dzień Dobry TVN oraz prowadził program „Technicznie Rzecz Biorąc” redakcji Onet i Komputer Świat.
W 2022 roku został laureatem Fintech Awards 2022. W 2023 roku założył kanał popularyzujący naukę w serwisie YouTube "This Is IT". W 2024 roku za swoją działalność dziennikarską uzyskał nagrodę Grand Video Awards Magazynu Press oraz uzyskał nominację do nagrody Grand Press w kategorii wywiad. Gośćmi jego programów byli w szczególności laureaci Nagród Nobla jak sir Roger Penrose, prof. Klaus von Klitzing, prof. David Baker czy prof. Geoffrey Hinton. Jako jedyny Polak przeprowadził serię wywiadów popularnonaukowych z fizykiem prof. Michio Kaku.

## Publikacje
- Sakowska-Baryła, Marlena i Kawecki, Maciej i inni (2017), Realizacja praw osób, których dane dotyczą, na podstawie RODO, Wrocław: Presscom, ISBN 978-83-65611-43-7.
- Kawecki, Maciej i Barta, Paweł, Litwiński P. (red.) (2017), Rozporządzenie UE w sprawie ochrony osób fizycznych w związku z przetwarzaniem danych osobowych i swobodnym przepływem takich danych. Komentarz, Legalis, C.H. Beck, ISBN 978-83-255-9867-9.
- Bielak-Jomaa, Edyta i Kawecki, Maciej i inni (2016), Wykonywanie obowiązków ABI, przyszłego inspektora ochrony danych, w świetle ogólnego rozporządzenia o ochronie danych, Warszawa: Biuro Generalnego Inspektora Ochrony Danych Osobowych, ISBN 978-83-913680-4-6.
- Kawecki, Maciej (2016), Współpraca administracyjna w sposobach ochrony danych osobowych w prawie Unii Europejskiej, Kraków